# Flaga Belgii
Flaga Belgii – jeden z symboli państwowych Królestwa Belgii.

## Historia i symbolika
Wzór flagi przejęto z francuskiej Tricolore. Barwy pochodzą z herbu księstwa Brabancji, znanego od XII wieku. Wojna o niepodległość Belgii zaczęła się w Brabancji i tam znalazła najwięcej zwolenników, dlatego herb ten przyjęto jako herb Belgii (w polu czarnym lew złoty wspięty z czerwonym orężem).
Wprowadzona w sierpniu 1830, przyjęta oficjalnie 23 stycznia 1831 roku.

## Konstrukcja i wymiary
Prostokąt o proporcjach 13:15 podzielony na trzy równe pionowe pasy: czarny, żółty, czerwony.

## Galeria

Wersja flagi z lat 1789–1790
Wersja flagi z lat 1830–1831 lub używana przez króla Alberta II
Flaga królewska od 2013